# La Guerre de la fin du monde
La Guerre de la fin du monde (La Guerra del fin del mundo) est un roman en langue espagnole de l'écrivain péruvien Mario Vargas Llosa, datant de 1981. Il se base sur les événements réels de la guerre de Canudos et y ajoute des exemples de destin humain.

## Résumé
Au début des années 1890, les paysans pauvres du Nordeste brésilien n'ont que faire de la jeune république fondée en 1889. Ils mènent des vies difficiles, entre famine, sécheresses et bandits. C'est alors que le Conseiller, un mystique itinérant qui parcourt depuis plusieurs décennies le Nordeste, converge avec ses fidèles, toujours plus nombreux, sur Canudos. Sur ces terres qu'ils s'approprient, le but est de bâtir une nouvelle Jérusalem, enclave contre la fin du monde, que le Conseiller prédit pour 1900. Peu à peu, paysans, bergers, boutiquiers, cangaçeiros repentis, toute la « lie » du Nordeste converge vers le Conseiller, perçu comme un véritable saint. Et chacun semble pouvoir trouver, dans cette communauté chrétienne, la rédemption, l'espoir, et une dignité nouvelle.
Si ces nouveaux évangélistes refusent la modernité, accusée de chercher à abolir la foi, la République ne peut pas davantage accepter cette poche de résistance, que l'on soupçonne de vouloir restaurer les Bragance et d'être soutenue par les Anglais, fervents monarchistes, et la ligue conservatrice bahianaise. Trois armées vont donc être successivement envoyées contre Canudos, et ce drame mêlera de nombreux destins jusqu'à la destruction de Canudos, la mort de milliers de fidèles, et la survie de quelques-uns.

## Personnages principaux
- Le Conseiller : sans doute la figure la moins détaillée de toutes, et dont on ne plonge pas dans l'intériorité, malgré son caractère central. Intéresse-t-il moins l'auteur parce qu'il ne connaît pas le doute ? Ou est-ce là une façon de laisser une énigme sans doute sans réponse au lecteur : est-ce un fou ou un saint ?

Les « apôtres » du Conseiller
- Le Lion de Natuba : infirme à la longue chevelure (il ne peut se déplacer qu'à quatre pattes), il sert de scribe au Conseiller.
- Le Ravi : disciple du Conseiller, le fait de suivre son prophète le rend heureux, mais pas inconscient.
- Maria Quadrado : ayant choisi une vie de repentir pour un pêché commis il y a longtemps, Maria rencontre le Conseiller pour ne plus le quitter. Elle forme pour lui le groupe des Béates.
- João Abade, João Grande, Pajeù et les autres jagunços : ces chefs de bande convertis forment l'armée du Conseiller, leurs guérilleros déciment les soldats de la République au nom du Christ. Pour eux, il n'y a d'autre issue que la mort.
- Antônio et Honorio Villanova : ces frères boutiquiers assurent le ravitaillement de Canudos.

Les « non-fidèles » au destin intimement lié à Canudos
- Galileo Gall : marxiste, anarchiste et féru de phrénologie, cet Écossais égaré en Amérique latine est convaincu que Canudos est une communauté socialiste qui s'ignore. Rien ne pourra ébranler cette conviction, que le lecteur perçoit vite comme très irréaliste et à côté du sens de Canudos.
- Jurema : ancienne servante du Baron, celui-ci l'a mariée à Rufino, un guide. Elle connaît une vie pauvre et qu'elle dit malheureuse, jusqu'à cette nuit où Gall la viole soudainement, sans véritable explication logique. Jurema honteuse ne voit plus d'autre choix que de le suivre à Canudos où elle parviendra peu à peu à se reconstruire.
- Le Nain : abandonné par un cirque décimé, il se réfugie auprès de Jurema dans la ville assiégée.
- Le journaliste myope : on ne connaît pas son nom. C'est un petit homme laid, amer et pleurnichard. Accompagnant la deuxième expédition contre Canudos, il se retrouve seul et sans ses lunettes ! Jurema l'adopte, l'aide à fuir le massacre final, et devient son épouse. Adoptant le Nain comme leur « enfant », ils forment enfin une famille.
- Le baron de Cañabrava : c'est un homme en exil : d'une part, la République l'a relégué sur ses terres proches de Canudos ; d'autre part sa femme, catatonique, ne le reconnaît plus. Il assiste à tous les évènements par l'intermédiaire des témoignages des officiers et du journaliste. Bien que chef du Parti monarchiste, il se montre plutôt cynique à l'égard de tous ceux qui passent par sa propriété, que ce soient ses ennemis, ses alliés politiques, les fidèles de Canudos ou Gall.

L'armée
- Moreira Cesar : partisan de la dictature de l'armée et chef militaire glorieux, il est chargé de mettre fin à la « révolte monarchiste » de Canudos grâce à une seconde expédition. Contre toute attente, celle-ci échoue, et Moreira est abattu sur son cheval, avant même d'avoir atteint les lignes de combat.
- Les soldats : très différents, mais aussi très « humains », ils contribuent à empêcher le lecteur de prendre parti pour un camp ou un autre. Dans tous les cas, ils souffrent autant pour leur République que les disciples pour leur Jérusalem, mais avec, peut-être, moins de grandeur.

## Edition française
- La Guerre de la fin du monde, traduction par Albert Bensoussan, éditions Gallimard, collection Folio, 1983.  (ISBN 2-07-037823-3).

Le reportage historique de cette épopée a été écrit et publié en 1902 au Brésil par le journaliste et ingénieur Euclides da Cunha sous le titre Os Sertões, réédité en France par Métaillé en 1993 sous le titre Hautes terres. La guerre de Canudos (traduction, préface, annotations et glossaire par Jorge Coli et Antoine Seel). C'est cet ouvrage, maître livre de la littérature brésilienne, qui a inspiré le roman de Vargas Llosa.